# Země žen
Země žen je kniha Vladimíra Párala z roku 1987.
Děj knihy se odehrává v budoucnosti, kdy světu vládnou ženy a muži jsou vězněni a vykonávají pouze manuální práce. K tomu stavu svět dospěl údajně díky pohrůžce ze strany mimozemské civilizace, ale v textu knihy je naznačováno, že tato verze není vůbec jistá.
Kniha popisuje, jak k takové situaci vůbec došlo, a zejména chování jednotlivých hlavních postav v rámci takto zbudovaného totalitního režimu. Nejhůře v knize Páral hodnotí militantní feministky a především pak některé muže, kteří svou podlézavostí dělají stav, který téměř všichni chápou jako nutný, ještě daleko méně snesitelným.
Závěr knihy je laděn víceméně optimisticky a vyznívá tak, že již přišel čas na změny, jejichž potřebu si musí lidstvo uvědomit samo a ne až díky zásahu mimozemské civilizace.